# Jari Vanhala
Jari Aarne Tyko Vanhala (ur. 29 sierpnia 1965 w Helsinkach) – fiński piłkarz występujący na pozycji napastnika.

## Kariera klubowa
Vanhala jako junior grał w zespołach MPS, KyIF oraz Grankulla IFK. W sezonie 1983 został włączony do pierwszej drużyny Grankulli, grającej w drugiej lidze. Występował tam do sezonu 1990. W 1991 roku przeszedł do pierwszoligwego FF Jaro. Spędził tam jeden sezon, a potem odszedł do HJK, także grającego w pierwszej lidze. W sezonie 1992 zdobył z zespołem mistrzostwo Finlandii, a w sezonie 1994 Puchar Finlandii.
W 1995 roku Vanhala wrócił do Jaro. Tym razem grał tam przez dwa sezony. Pod koniec 1996 roku przeszedł do angielskiego Bradford City, grającego w Division One. Rozegrał tam jedno spotkanie, 17 grudnia 1996 przeciwko Reading (0:0). W 1997 roku wrócił do Finlandii, gdzie występował w pierwszoligowych drużynach FinnPa oraz Inter Turku, a także czwartoligowej Grankulli, gdzie w 2000 roku zakończył karierę.

## Kariera reprezentacyjna
W reprezentacji Finlandii Vanhala zadebiutował 12 lutego 1992 w zremisowanym 1:1 towarzyskim meczu z Turcją. 15 kwietnia 1992 w przegranym 1:3 towarzyskim pojedynku z Brazylią strzelił swojego pierwszego gola w kadrze. W latach 1992–1997 w drużynie narodowej rozegrał 23 spotkania i zdobył 2 bramki.